# Equação de Fisher
A equação de Fisher em matemática financeira e economia faz uma estimativa da relação entre a taxa nominal e a taxa real de juros sob inflação. É nomeada em homenagem a Irving Fisher, que era famoso por seus trabalhos sobre a teoria dos juros. Em finanças, a equação de Fisher é usada principalmente em cálculos de YTM (yield to maturity) de obrigações ou cálculos de TIR (taxa interna de retorno). Em economia, esta equação é usada para prever o comportamento da taxa nominal e da taxa de juros real.
Denotando por r a taxa de juros real, i a taxa de juros nominal, e por π a taxa de inflação, a equação de Fisher é:
{\displaystyle i\approx r+\pi }